# Ozon (Rhône)
Pour les articles homonymes, voir Ozon.
L'Ozon est un ruisseau du centre-est de la France, qui coule en région Auvergne-Rhône-Alpes, dans les départements du Rhône et de l'Isère. C'est un affluent direct du Rhône.